# نيل بيتس (سائق رالي)
نيل بيتس (بالإنجليزية: Neal Bates)‏ هو سائق رالي أسترالي، ولد في 19 مارس 1965 في كانبرا في أستراليا.